# Junkers Jumo 213
O Junkers Jumo 213 é um motor de aeronave alemã V12 de refrigeração líquida da Segunda Guerra Mundial, desenvolvido pela Junkers Motoren da versão anterior, o Jumo 211. Os seus designers acrescentaram dois recursos: um sistema de arrefecimento sob pressão que precisava de muito menos do líquido de arrefecimento e podia ter um motor menor e mais leve, e uma série de outras melhorias permitindo-lhe operar em altas velocidades. Estas alterações permitiram aumentar o poder de mais de 500 cv.

## Design e desenvolvimento
Quando o Jumo 211 entrou em produção no final da década de 1930, ele estava usando um fluido sob pressão para o sistema de refrigeração baseada em um " ciclo aberto ". A água era bombeada pelo motor para resfriá-lo, o sistema é operado à pressão atmosférica, ou ligeiramente superior. No entanto, o ponto de ebulição da água diminui com a altitude (pressão), isto significava que a temperatura da água de resfriamento que tinha que ser mantida baixa o suficiente para evitar a ebulição em alta altitude. Isso significava que a água refrigerada a menos que o motor antes de sair para o radiador para esfriar.
Em comparação, a Daimler-Benz DB 601E de 1940 utilizava um sistema de refrigeração pressurizado, que mantinha a mesma pressão, independentemente da altitude, elevando o ponto de ebulição a cerca de 110 °C. Isso permitia que o motor utilizasse muito menos água para o mesmo efeito de resfriamento, que se manteve estável em todas as altitudes. Apesar de ser semelhante ao Jumo 210, o DB 601 era menor e mais leve do que o 211, e que poderia ser operada com mais potência e em altitudes mais elevadas, o que o fez popular no projeto de caças. O 211 tem desempenhado um papel secundário nos bombardeiros e aviões de transporte.
A empresa de Junkers Motorenwerke não estava satisfeito com este estado de coisas começou a fazer mais esforços para produzir um sistema de refrigeração pressurizado com o início de 1938. As experiências com os 211 foram um sucesso tão grande que tornou-se claro que não é só o motor que teve que ser menor e mais leve (reduzindo as necessidades de água), mas poderia ser levado a um poder superior, sem super aquecimento. Alterações adicionais para reforçar a cambota e a adição de um compressor para aumentar o poder resultou no modelo 211F, que publicou 1 322 cv (986 kW), 2 600 tr/min, superior a 1 000 cv em 2 200 tr/min da primeira versão 211.O-a.

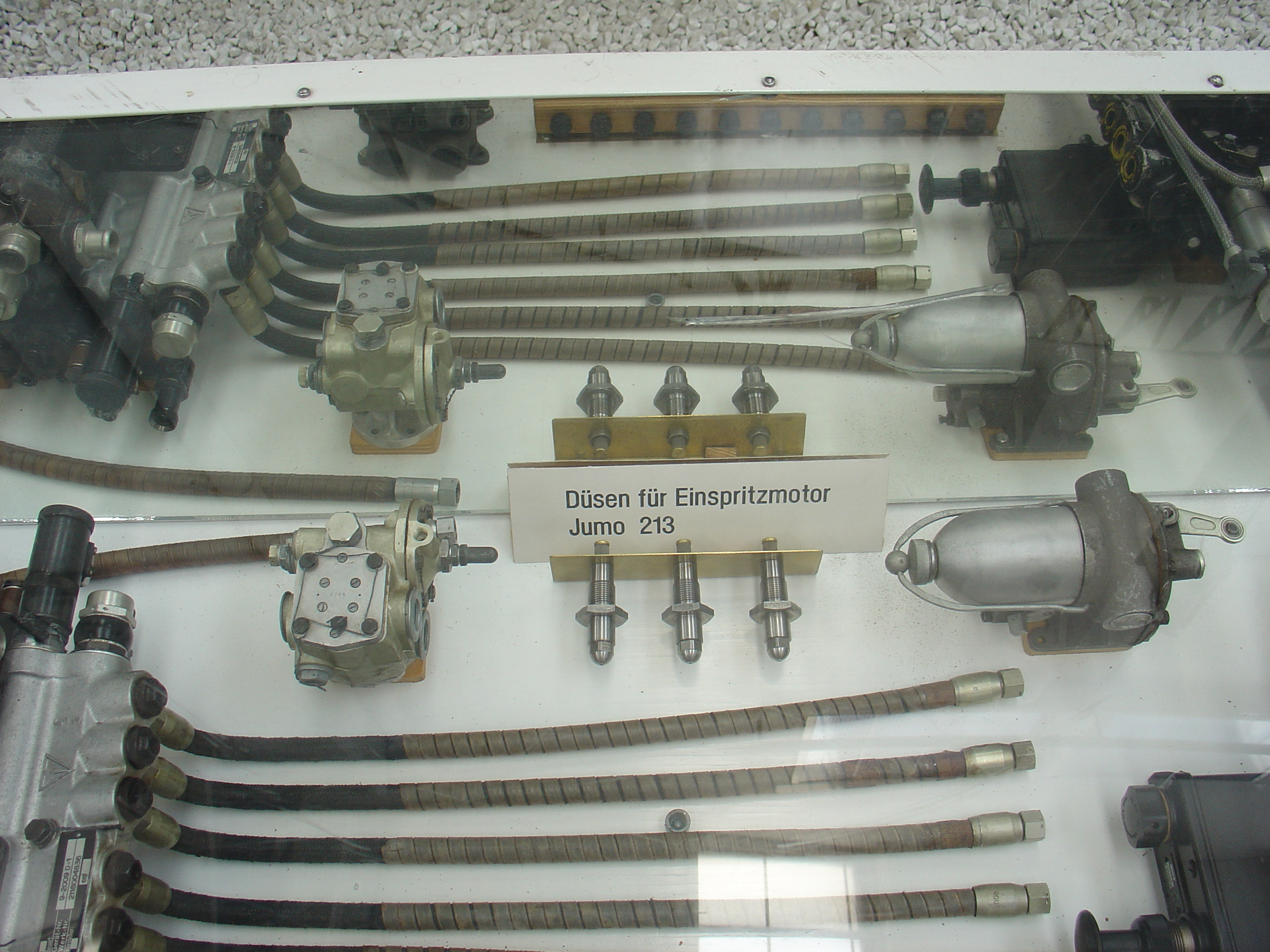
Sistema de injeção de combustível do Jumo 213 no Technikmuseum Speyer.

Mas este foi apenas o começo. Após a reformulação do bloco do motor para obter as dimensões externas menores, graças à melhoria da refrigeração, e com os mesmos números de diâmetro e curso (150 x 160 mm), que manteve a cilindrada (35 litros) da série Jumo 211, o modelo 213A foi capaz de emitir 1 de 1 750 ch em 3 250 tr/min aumentando-se a pressão de alimentação do compressor. Devido a isso, foi consideravelmente mais poderoso que seu concorrente o DB 601E (1 350 ch) e tão poderoso como o imponente DB 603 de 44,52 litros de deslocamento. Junkers decidiu ir no mercado para 603 colocando os pontos de montagem e fluido conexões de 213 nos mesmos locais, como no 603, permitindo que ele seja "padrão" de substituição, com excepção da norma de admissão do compressor Jumo colocado a estibordo (Daimler-Benz tinha invertido o seu motores V12 e ter sempre o compressor ao lado da porta).
O 213A (principal a produção em série, com uma térrea e de duas velocidades supercharger) trabalhou pela primeira vez em 1940, mas encontrou-se com atrasos antes de finalmente ser declarado apto para a produção em 1943. A produção em si foi extremamente lento, a fim de evitar atrasos na Jumo 211. No momento que os motores estavam disponíveis em 1944, bombardeamento aliados destruíram várias vezes as linhas de produção. A produção do modelo 213A foi limitada a cerca de 400-500 cópias por mês para mais de 1944/45.
As versões avançadas também foram desenvolvidas durante o longo período de testes. O 213B foi concebido para funcionar com um combustível " C3 " octane 100, permitindo o aumento de pressão e a mais importante de rolamento do poder de descolagem em 2 000 cv. O 213C, que era basicamente um modelo de 213A, com um equipamento secundário reajustada (compressor, bomba de óleo, etc.) para permitir que o cano de uma Motorkanone disparando através do eixo da hélice. O 213D recebeu um novo compressor com três velocidades para obter as curvas de potência são suavizadas e o desempenho em altitude melhorado, mas nunca entrou em produção.

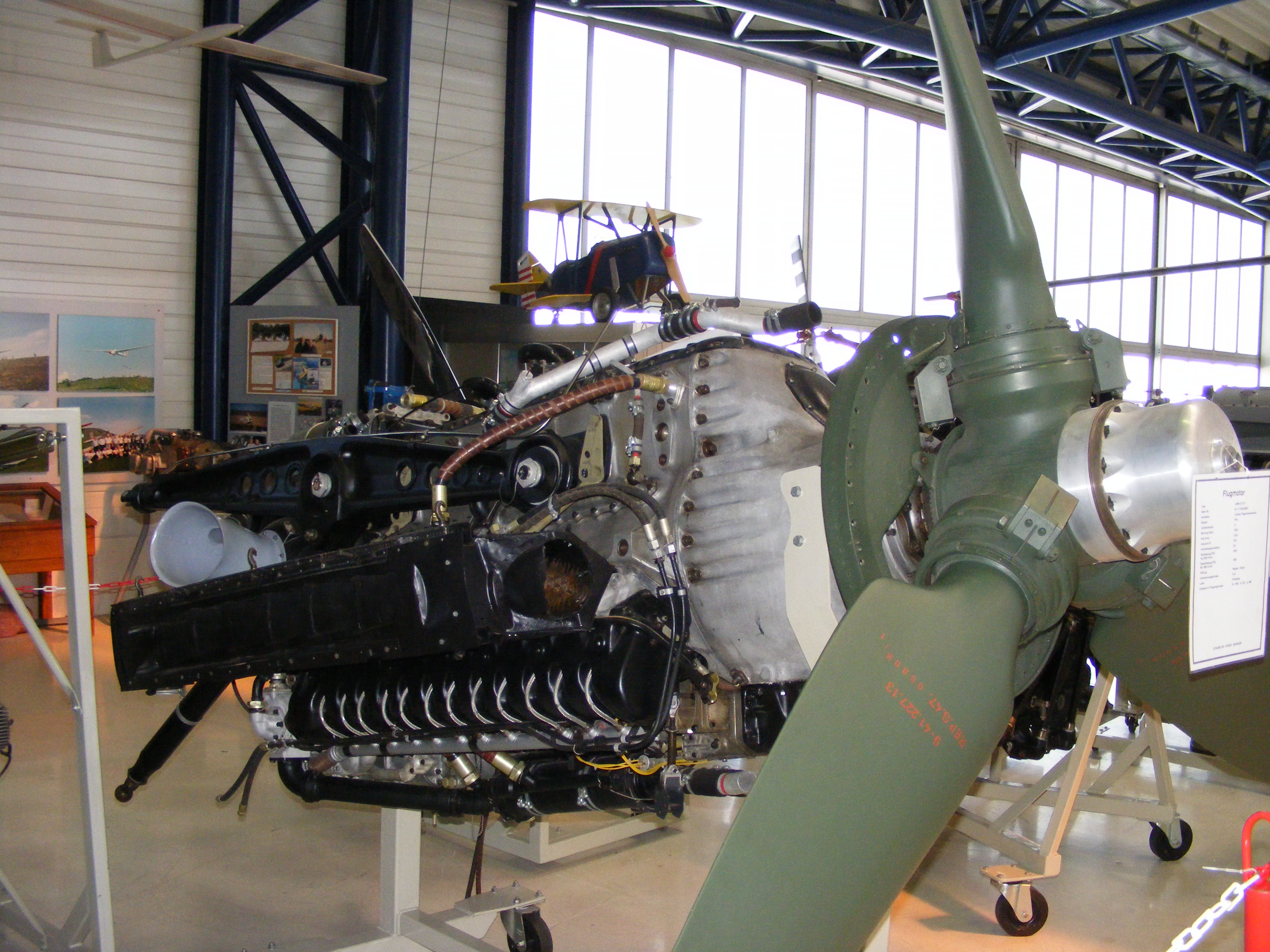
Junkers Jumo 213-1 Flugmuseum Aviaticum em Wiener Neustadt, Áustria.

A produção de versões seguintes foram a 213 e 213F. Estes motores foram equipadas com um compressor em duas velocidades e dois andares, o que melhorou significativamente o desempenho em altitude. A única diferença entre os dois modelos foi de que o modelo e que recebia um intercooler para um melhor desempenho em altitudes elevadas, enquanto o F-model não estava equipado com um, mas é optimizado para a baixas altitudes. Os modelos e e F foram muito populares para muitos de aeronaves no fim da guerra, incluindo o Junkers Ju 188 e Ju 388, o modelo Langnasen-Dora o Focke-Wulf Fw 190D e Focke-Wulf Ta 152H. Nessas aeronaves foram usadas radiadores anular com características do avião bimotor equipados com Jumo 211 (muitas vezes padronizado sob o nome de Kraftei, " o poder do ovo "). Estes módulos de propulsão padronizados para aviões bimotores ou multi-motor tinha evoluído (assim como o Jumo 211) para se adaptar ao design de aeronaves mais antigas, mas com radiadores anular reconfigurado para uma melhor refrigeração do Jumo 213, que é muito mais poderoso.
Uma grande atualização, o 213J, foi planeado e substituiu o antigo modelo de três-válvulas do motor, com novas cabeças de cilindros com quatro válvulas por cilindro, projetado para aumentar a eficiência volumétrica. Esta versão recebeu, também, um compressor de dois andares e três velocidades, produzindo mais de 2 350 cv até 3 700 tr/min na descolagem para um peso - 1 055 kg. Esta versão nunca entrou em produção. Este foi também o caso de outros modelos experimentais, tais como o 213S (usado em baixas altitudes) e o 213T turbo.
O desenvolvimento da Jumo 213 foi realizada no Arsenal de aeronáutica na França após a Segunda Guerra Mundial.

## Variantes

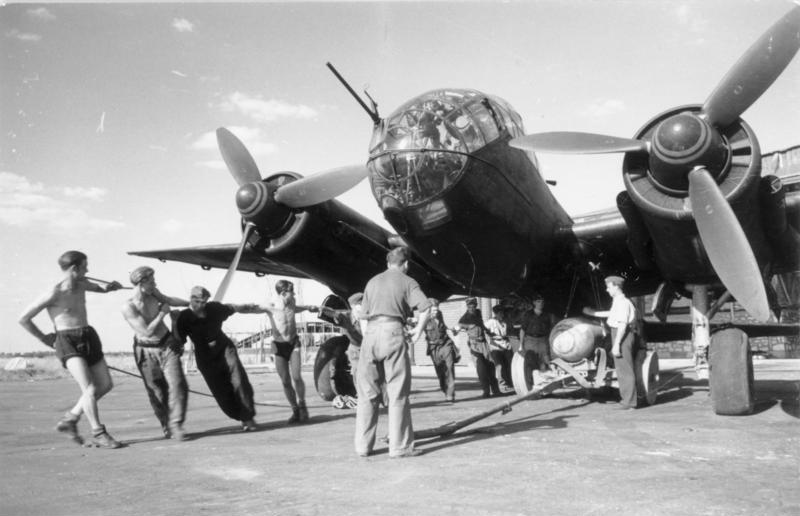
Ju 188 alimentado por dois Jumo 213, com a reconfiguração do radiador anel.

- 213A : primeira versão de 1 750 cv (2 100 cv com MW50 no take-off), a versão mais produzida
  - 213A-1 : equipada com compressor de ar
  - 213AG-1: protótipo com base na versão A-1 com um compressor para um piso
- 213B : projeto baseado no 213A com C3 combustível (octanagem 100). Potência de até 2 000 cv no take-off
- 213C: com base na versão do 213A, equipado para a montagem de um disparo de canhão através do eixo da hélice (Motorkanone). Produção Limitada
- 213D: protótipo com base na versão 213C com um novo compressor de três velocidades. Não a produção
- 213: versão de alta-altitude equipado com um compressor de três velocidades, com dois andares e trocador de ar. O poder de 1 750 cv no take-off (2 050 cv com 50 MW)
  - 213-0 : protótipo de alta altitude com base na versão 213A-1, C3 combustível e equipados com dois estágios do compressor e duas velocidades de transmissão com intercooler
  - 213-1 : série versão com base em 213-0, mas com o combustível B4 com a taxa de octanagem 84
- 213F: semelhante ao 213, mas sem intercooler
- 213J : protótipo com distribuição para 4 válvulas por cilindro
- 213S : protótipo optimizado para o voo a baixa altitude
- 213T : protótipo equipado com um turbocompressor
- Arsenal 12H: Desenvolvimento após a segunda guerra, na França Junkers Jumo 213 para o Arsenal de aeronáutica.
- Arsenal 12H-Tandem: 2 x 12H, motores em conjunto propulsora hélices coaxiais
- O Arsenal de 12K: desenvolvimento das 12H
- Arsenal 24H: Motor, de 24 cilindros H-24 a utilização de dois blocos de motor 12, virabrequim e pistões montado em um novo motor, o único de hélice[1]
- Arsenal 24H-Tandem: 2 x 24 horas por dia, motores em conjunto propulsora hélices coaxiais.

## Aplicações
- Heinkel He 111
- Junkers Ju 88
- Ju 188
- Ju-388
- Focke-Wulf Fw 190D
- Focke-Wulf Ta 152
- Focke-Wulf Ta 154
- Messerschmitt Me 209-II
- Nord Noroit

## Especificações (Jumo 213)

### Características gerais
- Tipo : aeronave de Motor de 12 cilindros invertidos comprimido para a refrigeração a líquido
- Diâmetro : 150 mm (5,906 in)
- Curso : 165 mm (6,496 in)
- Deslocamento : 35 litres (2,135.2 in3)
- Duração : 2,266 mm (89,2 in)
- Peso vazio : 940 kg (2,072 lb)

### Componentes
- Válvulas : Três por cilindro
- Compressor : Compressor centrífugo, de dois andares e duas velocidades de injeção com MW50 na admissão e pós-resfriador
- Sistema de arrefecimento : Água pressurizada até 120°C

### Desempenho
- Potências de saída
  - 1750 cv (1 287 kW) 3250 rpm para decolagem ; Altitude nominal de 9 600 m (31 de 500 pés)
  - 2050 cv (1 508 kW) para a descolagem com injeção, MW50

- Potência específica: 50 hp/l (36,8 kW/l)
- Taxa de compressão: 6,5: 1 (gasolina B4, octanagem 87)
- Relação potência/peso: 1,37 kW/kg (0.83 hp/lb)